# حركة توافقية بسيطة
الحركة التوافقية البسيطة (بالإنجليزية: Simple Harmonic Motion)‏ هي حركة اهتزازية في خط مستقيم يتناسب فيها تسارع الكتلة طردياً مع مقدار الإزاحة، ويعاكسها في الإتجاه، أو الحركة التي تكرر نفسها كل فترة زمنية، وتكون سعة اهتزاز الحركة ثابتة، تتناسب السرعة مع إزاحة الجسم من موضع الإتزان ويكون اتجاهها دائما إلى موضع الإتزان. ومن الأمثلة عليها:
- حركة كتلة مربوطة بنابض.
- حركة الرقاص البسيط. المُشابهة لحركة الارجوحة.

وتوصف هذه الحركة بسعة الاهتزاز (وهي موجبة دائما) والزمن الدوري (الزمن الذي يستغرقه الجسم لعمل إهتزازة (ذبذبة) كاملة) والتردد (عدد الاهتزازات (الذبذبات) في الثانية الواحدة) وأخيرا الطور الذي يحدد مكان بدأ الحركة على منحنى الجيب، ويكون كل من التردد والزمن الدوري ثابتان اما سعة الاهتزاز والطور فيتم تحديدهما عن طريق الشروط الابتدائية للحركة.
المعادلة العامة التي تصف الحركة التوافقية البسيطة هي {\displaystyle x(t)=A\cos \left(2\,\pi \,ft+\phi \right)} حيث x يمثل الأزاحة وA هو سعة الاهتزاز وf هو التردد وt الزمن و{\displaystyle \phi } هو الطور.
عند انعدام الإزاحة عند بداية الحركة عند t = 0 فإن الطور يساوي {\displaystyle \phi ={\frac {\pi }{2}}}.

حركة توافقية بسيطة (جسيم متأثر بموجة بحر).

## مقدمة

حركة توافقية بسيطة (كتلة على نابض وحركة على دائرة)

من أفضل الأمثلة للحركة التوافقية البسيطة هو الكتلة المثبتة في نابض.
في حالة عدم تمدد نابض لا تؤثر أي قوة على الكتلة المثبتة، أي يكون النظام متزن ومستقر. وعند ابتعاد الكتلة عند موضع الاستقرار أو الأتزان سيقوم النابض ببذل قوة لإعادتهامرة أخرى إلى موضعها الأصلي، وتعطى هذه القوة حسب قانون هوك بالعلاقة: {\displaystyle F=-kx} حيث F هي القوة التي يولدها النابض وx الأزاحة وk ثابت النابض.
عامة أي نظام يتحرك بحركة توافقية بسيطة يحتوي على سمتان رئيسيتان.أولا عند التحرك بعيدا عن مركز الأتزان يتم بذل قوة لإعادة النظام مرة أخرى إلى وضع الأتزان، القوة المبذولة تتناسب طرديا مع الأزاحة التي يقوم بها النظام، والمثال الذي تناولناه (الكتلة المثبتة بالنابض)يحقق السمتان.
بالعودة مرة أخرى للمثال، عند تحرك الكتلة بعيدا عن موضع الأتزان يبذل النابض قوة أستعادة حتى يعيدها مرة أخرى إلى وضعها السابق، وكلما أقتربت الكتلة من وضع الأتزان تتناقص قوة الأستعادة تدريجيا لأنها تتناسب مع الأزاحة، لذا فعند موضع الأتزان x=0 تنعدم هذه القوة على الكتلة، ولكن الكتلة تظل محتفظة ببعض من كمية التحرك من الحركة السابقة لذا فهي لا تتوقف عند مركز الأتزان ولكن تتعداه وعندها تظهر قوة الأستعادة مرة أخرى وتقوم بإبطائها تدريجيا حتى تنعدم سرعتها في النهاية وتصل إلى موضع الأتزان في النهاية.
و إذا لم تفقد الكتلة طاقتها ستستمر في الاهتزاز، لذا فهي حركة دورية تتكرر كل فترة زمنية وسنوضح بعد ذلك أنها حركة توافقية بسيطة.

## تعريفات وأمثلة
تعريف: هي حركة دورية اهتزازية متوازنة ذهابًا وايابًا في مركز ثابت، ويكون أقصى حد للازاحة الذهاب موافق ومسواي لمسافة وزمن أقصى حد لأزاحة الرجوع.
ويُعرف الزمن المقطوع في اتمام الدورة الواحدة بالزمن الدوري. بينما يتمثل توافق وتكافئ زمن وطول إزاحة الرجوع لأزاحة الذهاب على انه تناسب طردي، بينما اختلاف زمن أو طول الذهاب مقابل زمن أو طول الإياب يدل على علاقة عكسية.

كتلة مثبتة في نابض تُمثل حركة توافقية بسيطة.

هناك العديد من الأمثلة على الحركة التوافقية البسيطة سنتناول البعض منها.

### كتلة مثبتة في نابض
اهتزاز كتلة متصلة بنابض مُعلق في سقف، حيث يتم تعليق الطرف الأول من النابض بالكتلة بينما الطرف الآخر يُثبت في السقف فيتم اسقاط الكتلة للاسفل مما يدع النابض يرجح الكتلة للاسفل وفي الاتجاه المُعاكس، فتتمثل حركة اقصى نزول للكتلة بمقدار الازاحة الكلية والعكس صحيح.
الكتلة (m) المثبتة في نابض بثابت (k) تتحرك حركة توافقية بسطية بسرعة زاوية:
{\displaystyle \omega =2\pi \ f={\sqrt {\frac {k}{M}}}.\,}
ويمكن إيجاد الزمن الدوري بالعلاقة:
{\displaystyle T={\frac {1}{f}}=2\pi {\sqrt {\frac {M}{k}}}.}
الزمن الدوري للبندول البسيط لا يعتمد على كتلة الثفل المعلق وانما يتناسب طرديا مع الجذر التربيعي لطول خيطه.

### الحركة الدائرية
يمكن اعتبار الحركة التوافقية البسيطة في بعض الأحيان على أنها إسقاط أحادي البعد لحركة دائرية، عند دوران جسم بسرعة زاوية {\displaystyle \omega } على دائرة قطرها R حول نقطة الأصل في محاور x-y فإن إسقاط موضع الجسم على محور x ومحور y يمثلان حركة توافقية بسيطة بسعة اهتزاز R وسرعة زاوية {\displaystyle \omega }.

### الرقاص البسيط

الرقاص البسيط يتحرك حركة توافقية بسيطة إذا كانت سعة الاهتزاز صغيرة جدا.

يتكون الرقاص البسيط من كتلة مربوطة بخيط مثبت في حامل أفقي كما في الشكل صورة «الرقاص البسيط». عند إزاحة الكتلة بزاوية صغيرة (θم) عن الوضع الرأسي وتركها فإنها تتحرك متذبذبة على الجانبين. وتعد حركة الرقاص البسيط حركة توافقية بسيطة والزمن الدوري للكتلة المثبتة في خيط رقاص طوله {\displaystyle \ell } والتعجيل الارضي {\displaystyle g} يعطى بالعلاقة:
{\displaystyle T=2\pi {\sqrt {\frac {\ell }{g}}}}
الزمن الدوري يعتمد على كل من سعة الاهتزاز وكتلة الرقاص. تكون هذه العلاقة دقيقة في حالة الزوايا الصغيرة لأن السرعة الزاوية تتناسب مع جيب الموضع:
{\displaystyle \ell mg\sin(\theta )=I\alpha }
حيث I هو عزم القصور الذاتي ويعطى بالعلاقة: {\displaystyle I=m\ell ^{2}} وعندما تكون الزاوية {\displaystyle \theta } صغيرة جدا يكون {\displaystyle \sin(\theta )\approx \theta } فتصبح العلاقة:
{\displaystyle \ell mg\theta =I\alpha }
أي ان السرعة الزاوية تتناسب مع {\displaystyle \theta } (السرعة تتناسب مع الإزاحة) وذلك يحقق شرط الحركة التوافقية البسيطة.
عندما تكون الكتلة في أعلى موضع لها عند النطقة (أ)، فإن سرعتها تساوي صفراً وتكون الكتلة تحت تأثير مركبة الوزن (وجاθم) فإنها تعمل على نفس خط قوة الشد في الخيط. وعندما تترك الكتلة فإن الزاوية (θ) تتناقص حتى تصبح صفراً في الوضع الرأسي، ثم تبدأ بالزيادة حتى تصل إلى أكبر قيمة (θم) عند النقطة (ب) في الجهة المقابلة.
و بالتعويض في قانون نيوتن الثاني، نجد أن محصلة القوى في اتجاه الحركة هي:
Σ ق = ك ت، أي أن:
وجاθ = - ك ت
وحيث إن وزن الكتلة و = ك ج، ج= تسارع الجاذبية الأرضية، فإن:
ك جـ جاθ = - ك ت، أي أن:
ت = - جـ جاθ.
و بما أن (θم) زاوية صغيرة (θ < 15)، فإن جاθ = (طول القوس ÷ نصف القطر) ≈ (س ÷ ل)، فإن:
ت = -(جـ ÷ ل) × س ← ت = ∞ - س
لاحظ هنا أن تسارع الرقاص يتناسب عكسيا مع الإزاحة، أي أن الرقاص البسيط يتحرك حركة توافقية بسيطة. في نابض - حركة توافقية بسيطة. هناك العديد من الأمثلة على الحركة التوافقية البسيطة سنتناول البعض منها.

### كتلة مثبتة فينابض
الكتلة (m) المثبتة في نابض بثابت (k) تتحرك حركة توافقية بسطية بسرعة زاوية:
{\displaystyle \omega =2\pi \ f={\sqrt {\frac {k}{M}}}.\,}
ويمكن إيجاد الزمن الدوري بالعلاقة:
{\displaystyle T={\frac {1}{f}}=2\pi {\sqrt {\frac {M}{k}}}.}
الزمن الدوري للبندول البسيط لا يعتمد على كتلة الثفل المعلق وانما يتناسب طرديا مع الجذر التربيعي لطول خيطه.

### الحركة الدائرية
يمكن اعتبار الحركة التوافقية البسيطة في بعض الأحيان على أنها إسقاط أحادي البعد لحركة دائرية، عند دوران جسم بسرعة زاوية {\displaystyle \omega } على دائرة قطرها R حول نقطة الأصل في محاور x-y فإن إسقاط موضع الجسم على محور x ومحور y يمثلان حركة توافقية بسيطة بسعة اهتزاز R وسرعة زاوية {\displaystyle \omega }.

### الرقاص البسيط
يتكون الرقاص البسيط من كتلة مربوطة بخيط مثبت في حامل أفقي كما في الشكل صورة «الرقاص البسيط». عند إزاحة الكتلة بزاوية صغيرة (θم) عن الوضع الرأسي وتركها فإنها تتحرك متذبذبة على الجانبين. وتعد حركة الرقاص البسيط حركة توافقية بسيطة والزمن الدوري للكتلة المثبتة في خيط رقاص طوله {\displaystyle \ell } والتعجيل الارضي {\displaystyle g} يعطى بالعلاقة:
{\displaystyle T=2\pi {\sqrt {\frac {\ell }{g}}}}
الزمن الدوري يعتمد على كل من سعة الاهتزاز وكتلة الرقاص. تكون هذه العلاقة دقيقة في حالة الزوايا الصغيرة لأن السرعة الزاوية تتناسب مع جيب الموضع:
{\displaystyle \ell mg\sin(\theta )=I\alpha }
حيث I هو عزم القصور الذاتي ويعطى بالعلاقة: {\displaystyle I=m\ell ^{2}} وعندما تكون الزاوية {\displaystyle \theta } صغيرة جدا يكون {\displaystyle \sin(\theta )\approx \theta } فتصبح العلاقة:
{\displaystyle \ell mg\theta =I\alpha }
أي ان السرعة الزاوية تتناسب مع {\displaystyle \theta } (السرعة تتناسب مع الإزاحة) وذلك يحقق شرط الحركة التوافقية البسيطة.
عندما تكون الكتلة في أعلى موضع لها عند النطقة (أ)، فإن سرعتها تساوي صفراً وتكون الكتلة تحت تأثير مركبة الوزن (وجاθم) فإنها تعمل على نفس خط قوة الشد في الخيط. وعندما تترك الكتلة فإن الزاوية (θ) تتناقص حتى تصبح صفراً في الوضع الرأسي، ثم تبدأ بالزيادة حتى تصل إلى أكبر قيمة (θم) عند النقطة (ب) في الجهة المقابلة.
و بالتعويض في قانون نيوتن الثاني، نجد أن محصلة القوى في اتجاه الحركة هي:
Σ ق = ك ت، أي أن:
وجاθ = - ك ت
وحيث إن وزن الكتلة و = ك ج، ج= تسارع الجاذبية الأرضية، فإن:
ك جـ جاθ = - ك ت، أي أن:
ت = - جـ جاθ.
و بما أن (θم) زاوية صغيرة (θ < 15)، فإن جاθ = (طول القوس ÷ نصف القطر) ≈ (س ÷ ل)، فإن:
ت = -(جـ ÷ ل) × س ← ت = ∞ - س
لاحظ هنا أن تسارع الرقاص يتناسب عكسيا مع الإزاحة، أي أن الرقاص البسيط يتحرك حركة توافقية بسيطة. يمكن اعتبار الحركة التوافقية البسيطة في بعض الأحيان على أنها إسقاط أحادي البعد لحركة دائرية، عند دوران جسم بسرعة زاوية {\displaystyle \omega } على دائرة قطرها R حول نقطة الأصل في محاور x-y فإن إسقاط موضع الجسم على محور x ومحور y يمثلان حركة توافقية بسيطة بسعة اهتزاز R وسرعة زاوية {\displaystyle \omega }.

### حركة الموجة

شكل يوضح موجة جيبية.

من بين الامثلة على الحركة التوافقية موجة الصوت حيث يُطلق على حركة موجة الصوت دالة دورية أو موجة جيبية، حيث يكون مقدار إزاحة الذهاب مساوي ومكافئ لمقدار زمن وطول إزاحة الإياب، مما ينتج عن ذَلك حركة توافقية.

## الصيغة الرياضية
تعرف الحركة التوافقية البسيطة بالمعادلة التفاضلية {\displaystyle m{\frac {d^{2}x}{dt^{2}}}=-kx} حيث k ثابت موجب القيمة وm كتلة الجسم وx الأزاحة. وباستخدام السرعة الزاوية {\displaystyle \omega } التي تعرف كالتالي:
{\displaystyle \omega =2\pi f=2\pi /T,}
فإن ازاحة الجسم في الحركة التوافقية البسيطة تعرف كالتالي (1):
{\displaystyle x(t)=A\cos \left(\omega t+\phi \right).} (استخدام الدالة الجيب أو جيب التمام لن يحدث فرقا فالناتج النهائي في معادلة 4 سيكون ثابت في الحالتين)
وبتفاضل العلاقة مرة نحصل على السرعة عند أي زمن (2):
{\displaystyle v(t)={\frac {\mathrm {d} \,x(t)}{\mathrm {d} t}}=-A\omega \sin \left(\omega t+\phi \right).}
وبتفاضل العلاقة مرتين نحصل على العجلة عند أي زمن (3):
{\displaystyle a(t)={\frac {\mathrm {d} ^{2}\,x(t)}{\mathrm {d} t^{2}}}=-A\omega ^{2}\cos \left(\omega t+\phi \right).}
وبالتعويض بالمعادلة (1) في المعادلة (3) نحصل على علاقة بين السرعة والأزاحة (4):
{\displaystyle a(t)={\frac {\mathrm {d} ^{2}\,x(t)}{\mathrm {d} t^{2}}}=-A\omega ^{2}\cos \left(\omega t+\phi \right).}
والتي تساوي: {\displaystyle a(t)=-\left(2\pi f\right)^{2}x(t)}

## العلاقة بين الحركة الدائرية والتوافقية البسيطة
نفترض أن جسما ما يسير في مسار دائري نصف قطره (نق) ومركزه (م) كما في صورة «الحركة الدائرية»، وأن هذا الجسم بدأ الحركة من النقطة (أ) على محور السينات ماراً بالنقطة (هـ) بعكس اتجاه عقارب الساعة.
إن القوة المؤثرة على الجسم تكون دائماً بإتجاه المركز ولنفرض أن هذه القوى تساوي قم، نحلل هذه القوة إلى مركبتين متعامدتين قص، قس.
من صورة «الحركة الدائرية» يلاحظ أن قص = قم جاθ وإتجاهها إلى الأسفل، وبما أن:
جاθ = ص ÷ س، فإن قص = - قم ص ÷ نق. وبقسمة طرفي هذه المعادلة على الكتلة نحصل على:
تص = -تم = ص ÷ نق = - (تم ÷ نق) × ص، أي أن تسارع الجسم في الإتحاه الصادي يتناسب عكسيا مع الإزاحة، وعليه فإن مسقط حركة الجسم على المحور الصادي هي حركة تواقية بسيطة. وينطبق الحديث نفسه على مسقط حركة الجسم على المحور السيني، أي أن الحركة في الإتجاه السيني هي أيضاً حركة توافقية يسيطة.

### السرعة الزاوية
عندما يقطع جسم يسير في حركة دائرية منتظمة زاوية مقدارها ∆θ في زمن مقداره ∆ز، فإنه يقطع قوسا طوله ∆ل، كما يظهر في صورة «سرعة الزاوية». ولحساب مقدار سرعته يتم تقسيم طول القوس على الفترة الزمنية؛ أي أن:
ع = ∆ل ÷ ∆ز = نق ∆θ ÷ ∆ز = نق (∆θ ÷ ∆ز)
تعرف السرعة الزاوية () بأنها مقدار الزاوية التي يقطعها الجسم أثناء الحركة الدائرية في وحدة الزمن، أي أن:
 = ∆θ ÷ ∆ز. وبناء على ذلك فإن السرعة الخطية ع = نق .
ومن المعروف أن التسارع المركزي لجسم في حركة دائرة منتظمة تم = ع2 ÷ نق = (نق )2 ÷ نق = نق  2. ومن خلال ذلك يمكن كتابة معادلة التسارع للحركة التوافقية البسيطة كالتالي:
تص = - (تص ÷ نق) × ص = -  2 ص
والسرعة الزاوية  تساوي حاصل قسمة الزاوية الكلية التي يقطعها الجسم في دورة كاملة وتساوي (π2) على زمن الدورة (ن)، أي أن:  = π2 ÷ ن، ومنه د (التردد) = 1 ÷ ن =  ÷ π2.

## معادلات الحركة التوافقية البسيطة
فكانت نتيجة البند السابق العلاقات التي تربط تسارع الأجسام في الحركة التوافقية البسيطة مع الإزاحة، سواء في النابض أو الرقاص أو الحركة في مسار دائري منظم، فكانت على النحو الآتي:
| في النابض          | ت = - (أ ÷ ك) × س     | أو | ت = - (2 س)  |
| في الرقاص          | ت = - (ج ÷ ل) × س     | أو | ت = - (2 س)  |
| في الحركة الدائرية | ت = س = - تم ÷ نق × س | أو | تس = - (2 س) |

قيمة الزاوية  تعتمد على:
- ثابت المرونة وكتلة الجسم في النابض.
- تسارع الجاذبية وطول الخيط في الرقاص .
- تسارع الجسم ونصف قطر المدار في الحركة الدائرية.

في الصورة «مركبات الحركة الدائرية» يكون الجسم في النقطة (هـ) فإنه يقطع المسافة (ص) على المحور الصادي. وحيث إن ص = نق جاθ، فإن إزاحة الجسم الذي يتحرك حركة توافقية بسيطة تتغير كدالة جيبية بتغير الزاوية θ كما في الصورة. وبما أن الزاوية θ هي الزاوية التي قطعها الجسم في الزمن (ز) فإن θ = ز، وبشكل عام يمكن كتابة معادلة الإزاحة في الحركة التوافقية البسيطة:
ص (ز) = صم جا (ز + ϕ)
حيث، صم: أقصى إزاحة ممكنة للكتلة عن نقطة الإتزان وساوي نق. ز: الزمن بوحدة الثانية. ϕ: زاوية ثابط الطور، وتحدد موضع الجسم عندما يكون الزمن يساوي صفراً، وتحسب من معرفة موضع الجسم وسرعته عند لحظة معينة.
لاحظ من الصورة «الإزاحة في الحركة التوافقية البسيطة» أن صم تمثل سعة الاهتزاز، وتساوي البعدين نقطة الإتزان وأبعد نقطة ممكنة للحركة، وأن الزمن الدوري (ن) هو الفترة الزمنية التي تفصل بين مرور الجسم في نقطتين متماثلتين في الطور من حيث:
- الموضع.
- اتجاه الحركة.

### السرعة في الحركة التوافقية البسيطة
في الصورة «السرعة في الحركة الدائرية» يوجد جسم يتحرك حركة دائرية منتظمة بسرعة مقدارها (ع)، وعندما يكون اتجاه (ع) مماساً للدائرة، أي أن (ع) عمودية على نصف قطر الدائرة، ويمكن حساب مركبة السرعة في الاتجاه السيني:

لاحظ أن جيب الزاوية = جيب تمام الزاوية المتممة
عس = ع جا (ز)، وحيث أن ع =  نق، فإن:
عس =  نق جا (ز)
ولحساب تسارع الجسم في أي لحظة يتم تعويض المعادلة
تس = - 2 سم جا (ز).

## الطاقة في الحركة التوافقية البسيطة
عندما يتحرك جسم مربوط بنابض على سطح أملس فإنه يمتلك نوعين من الطاقة:
- طاقة حركية، نتيجة سرعته وتعطي بالعلاقة طح = (1 ÷ 2) ك ع2.
- طاقة وضع مخزنة في النابض، نتيجة استطالته وتعطى بالعلاقة طو = (1 ÷ 2) أ س2.

ويسمى مجموع هذين الشكلين من الطاقة بالطاقة الحراكية للنظام (طم)؛ أي أن:
طم = طو + طح
طم = (1÷2) أ س2 + (1÷2) ك ع2
وبإهمال قوة الاحتكاك وكتلة النابض يكون مقدار الطاقة الحراكية ثابتاً عند جميع النقاط في مسار الجسم.
وفي اللحظة التي يكون فيها الجسم أبعد ما يمكن عن نقطة الاتزان، تكون سرعته تساوي صفراً؛ أي أن:

لاحظ الصورة التي تمثل الطاقة الحراكية لكتلة مربوطة في نابض.